# Partido de Schleswig
El Partido de Schleswig (en alemán: Schleswigsche Partei; en danés: Slesvigsk Parti; acrónimo SP) es un partido político regional en Dinamarca Meridional. Fue fundado en 1920 con el nombre de Asociación de Votantes de Schleswig; representa a la minoría alemana del norte de Schleswig.
Este partido usualmente está representado por concejales en los municipios de Sønderborg, Tønder, Aabenraa y Haderslev. En particular, desde el 1 de enero de 2022 ostenta la alcaldía de Tønder en la persona de Jørgen Popp Petersen.